# Mihaela Ungureanu-Binder
Mihaela Gabriela Ungureanu-Binder (* 12. September 1964 in Brașov) ist eine rumänische Opernsängerin (Mezzosopran).

## Werdegang
Ungureanu-Binder studierte Klavier am Musikgymnasium in Bukarest, debütierte im Alter von 15 Jahren mit dem Konzertstück für Klavier und Orchester f-Moll op. 79 J. 282 von Carl Maria von Weber in Brașov und erhielt im Alter von 16 Jahren den 2. Preis beim Internationalen Klavierwettbewerb in Großbritannien. Sie schloss ein Gesangsstudium an der Musikakademie Gheorghe Dima in Cluj-Napoca an, das sie 1994 erfolgreich abschloss. Ihr Operndebüt feierte sie als Fenena in „Nabucco“ von Giuseppe Verdi.
Von 1987 bis 1989 war sie Ensemblemitglied an der Oper Constanța und von 1993 bis 1995 war sie fix an der Oper in Cluj-Napoca engagiert.
Die Künstlerin gastierte zunächst an der Volksoper Wien, ehe sie als festes Ensemblemitglied von 1995 bis 2004 an die Wiener Staatsoper verpflichtet wurde.
Gastspiele führten die Sängerin unter anderem nach Köln, Karlsruhe, Tokyo und an die Bayerische Staatsoper, wo sie als Suzuki in Puccinis „Madama Butterfly“ debütierte. Im Brucknerhaus Linz wirkte sie in einer konzertanten Aufführung von „Parsifal“ mit und debütierte an der Deutschen Oper Berlin als La Cieca in  „La Gioconda“ von Ponchielli.
Die letzten Gastverträge absolvierte Ungureanu-Binder in Bozen, Modena, Piacenza, Montpellier, Mannheim, Arad, Regensburg und in ihrer Geburtsstadt Brașov.

## Repertoire (Auswahl)
- Adalgisa in „Norma“ von Vincenzo Bellini
- Margret in „Wozzeck“ von Alban Berg
- Titelpartie in „Carmen“ von Georges Bizet
- Leonor de Guzman in „Die Favoritin“ von Gaetano Donizetti
- Giulietta und Stimme von Antonias Mutter in „Hoffmanns Erzählungen“ von Jacques Offenbach
- Amneris in „Aida“ von Giuseppe Verdi
- Prinzessin Eboli in „Don Carlos“ von G. Verdi
- Fenena in „Nabucco“ von G. Verdi
- Azucena in „Il trovatore“ von G. Verdi
- Waltraute in „Götterdämmerung“ von Richard Wagner